# Otto Smirat
Otto Smirat es un deportista de la RDA que compitió en judo. Ganó seis medallas en el Campeonato Europeo de Judo entre los años 1962 y 1970.

## Palmarés internacional
| Campeonato Europeo | Campeonato Europeo    | Campeonato Europeo | Campeonato Europeo |
| Año                | Lugar                 | Medalla            | Categoría          |
| ------------------ | --------------------- | ------------------ | ------------------ |
| 1962               | Essen (RFA)           | Medalla de bronce  | –80 kg (A)         |
| 1963               | Ginebra (Suiza)       | Medalla de plata   | –80 kg (A)         |
| 1964               | Berlín Oriental (RDA) | Medalla de bronce  | –80 kg (A)         |
| 1965               | Madrid (España)       | Medalla de bronce  | –80 kg (A)         |
| 1969               | Ostende (Bélgica)     | Medalla de plata   | –80 kg             |
| 1970               | Berlín Oriental (RDA) | Medalla de bronce  | –80 kg             |